# Кутелев
Кутелев (укр. Кутелів) — село, входит в Мироновский район Киевской области Украины.
Население по переписи 2001 года составляло 19 человек. Почтовый индекс — 08851. Телефонный код — 4574. Занимает площадь 2,01 км². Код КОАТУУ — 3222983302.

## Местный совет
08851, Київська обл., Миронівський р-н, с.Козин, вул.Бесарабівка,80